# Lista de comissários europeus por país
Um Comissário Europeu é um membro da Comissão Europeia. Cada Comissário detém uma pasta específica e a Comissão é liderada pelo Presidente da Comissão Europeia. Na prática os seus cargos são equivalentes aos de ministros mas a nível europeu e não nacional. Cada estado membro da União Europeia tem o direito de indicar um comissário (até 2004, os quatro maiores estados membros - Alemanha, França, Itália e Reino Unido - indicavam dois) e nomeia-os em concordância com o Presidente da Comissão.
Atualmente há 27 Comissários, um de cada estado-membro da União Europeia.
As listas abaixo indicam todos os membros anteriores e atuais da Comissão Europeia, por cada estado membro, incluindo os presidentes da Comunidade Europeia do Carvão e do Aço e da Comunidade Europeia da Energia Atómica. As cores indicam a formação política (azul para conservadores ou centro-direita, sobretudo do Partido Popular Europeu, vermelho para a esquerda e sociais-democratas, sobretudo do Partido Socialista Europeu, amarelo para centristas e liberais, sobretudo do Partido da Aliança dos Liberais e Democratas pela Europa e verde para partidos ecologistas, sobretudo filiados no Partido Verde Europeu.

## Alemanha
| Comunidade Europeia do Carvão e do Aço | Comunidade Europeia do Carvão e do Aço                                                                     | Comunidade Europeia do Carvão e do Aço | Comunidade Europeia do Carvão e do Aço |
| Membro                                 | Pasta | Comissão                               | Partido                                |
| -------------------------------------- | --- | -------------------------------------- | -------------------------------------- |
| Heinz Potthof                          | Membro | Monnet                                 | SPD                                    |
| Franz Etzel                            | Mercados, Acordos e Transportes (Primeiro Vice-Presidente)                                                 | Monnet                                 | CDU                                    |
| Franz Etzel                            | Membro (Primeiro Vice-Presidente)                                                                          | Mayer                                  | CDU                                    |
| Franz Blücher                          | Membro | Finet                                  | FDP                                    |
| Heinz Potthoff                         | Finanças, Orçamento e Administração                                                                        | Finet                                  | SPD                                    |
| Heinz Potthoff                         | Finanças e Investimento                                                                                    | Malvestiti                             | SPD                                    |
| Karl-Maria Hettlage                    | Finanças e Investimento                                                                                    | Malvestiti                             | CDU                                    |
| Karl-Maria Hettlage                    | Finanças e Investimento                                                                                    | Del Bo / Coppé                         | CDU                                    |
| Fritz Hellwig                          | Mercados do Carvão e do Aço                                                                                | Del Bo / Coppé                         | CDU                                    |
| Comissário(a)                          | Pasta | Comissão                               | Partido                                |
| Walter Hallstein                       | Presidente                                                                                                 | Hallstein I                            | CDU                                    |
| Walter Hallstein                       | Presidente                                                                                                 | Hallstein II                           | CDU                                    |
| Hans von der Groeben                   | Concorrência                                                                                               | Hallstein I                            | CDU                                    |
| Hans von der Groeben                   | Concorrência                                                                                               | Hallstein II                           | CDU                                    |
| Hans von der Groeben                   | Mercado Interno e Política Regional                                                                        | Rey                                    | CDU                                    |
| Fritz Hellwig                          | Investigação e Tecnologia e Distribuição da Informação (Vice-Presidente)                                   | Rey                                    | CDU                                    |
| Wilhelm Haferkamp                      | Energia (Vice-Presidente)                                                                                  | Rey                                    | SPD                                    |
| Wilhelm Haferkamp                      | Mercado Interno e Energia (Vice-Presidente)                                                                | Malfatti                               | SPD                                    |
| Wilhelm Haferkamp                      | Mercado Interno e Energia (Vice-Presidente)                                                                | Mansholt                               | SPD                                    |
| Wilhelm Haferkamp                      | Economia e Finanças, Crédito e Investmento (Vice-Presidente)                                               | Ortoli                                 | SPD                                    |
| Wilhelm Haferkamp                      | Relações Exteriores (Vice-Presidente)                                                                      | Jenkins                                | SPD                                    |
| Wilhelm Haferkamp                      | Relações Exteriores e Assuntos Nucleares (Vice-Presidente)                                                 | Thorn                                  | SPD                                    |
| Ralf Dahrendorf                        | Relações Exteriores e Comércio                                                                             | Malfatti                               | FDP                                    |
| Ralf Dahrendorf                        | Relações Exteriores e Comércio                                                                             | Mansholt                               | FDP                                    |
| Ralf Dahrendorf                        | Investigação, Ciência e Educação                                                                           | Ortoli                                 | FDP                                    |
| Guido Brunner                          | Energia, Investigação, Ciência e Educação                                                                  | Jenkins                                | FDP                                    |
| Karl-Heinz Narjes                      | Mercado Interno, Inovação Industrial, União Aduaneira, Ambiente, Defesa do Consumidor, e Segurança Nuclear | Thorn                                  | CDU                                    |
| Karl-Heinz Narjes                      | Assuntos Industriais, Tecnologia da Informação, Investigação e Ciência (Vice-Presidente)                   | Delors I                               | CDU                                    |
| Alois Pfeiffer                         | Assuntos Económicos, Emprego, Crédito e Investmento                                                        | Delors I                               | SPD                                    |
| Alois Pfeiffer                         | Assuntos Económicos e Política Regional                                                                    | Delors I                               | SPD                                    |
| Peter Schmidhuber                      | Assuntos Económicos e Política Regional                                                                    | Delors I                               | CSU                                    |
| Peter Schmidhuber                      | Orçamento e Controlo Financeiro                                                                            | Delors II                              | CSU                                    |
| Peter Schmidhuber                      | Orçamento e Controlo Financeiro                                                                            | Delors III                             | CSU                                    |
| Martin Bangemann                       | Mercado Interno, Assuntos Industriais e Relações Parlamentares (Vice-Presidente)                           | Delors II                              | FDP                                    |
| Martin Bangemann                       | Assuntos Industriais, Tecnologia da Informação e Telecomunicações (Vice-Presidente)                        | Delors III                             | FDP                                    |
| Martin Bangemann                       | Assuntos Industriais, Tecnologia da Informação e Telecomunicações                                          | Santer                                 | FDP                                    |
| Monika Wulf-Mathies                    | Política Regional                                                                                          | Santer                                 | SPD                                    |
| Michaele Schreyer                      | Orçamento                                                                                                  | Prodi                                  | Os Verdes                              |
| Günter Verheugen                       | Alargamento                                                                                                | Prodi                                  | SPD                                    |
| Günter Verheugen                       | Empresas e Indústria (Vice-Presidente)                                                                     | Barroso I                              | SPD                                    |
| Günther Oettinger                      | Energia (Vice-Presidente)                                                                                  | Barroso II                             | CDU                                    |
| Günther Oettinger                      | Economia e Sociedade Digitais                                                                              | Juncker                                | CDU                                    |
| Günther Oettinger                      | Orçamento e Recursos Humanos                                                                               | Juncker                                | CDU                                    |
| Ursula von der Leyen                   | Presidente                                                                                                 | Von der Leyen                          | CDU                                    |

## Áustria
| Comissário(a)          | Pasta                                          | Comissão      | Partido |
| ---------------------- | ---------------------------------------------- | ------------- | ------- |
| Franz Fischler         | Agricultura e Desenvolvimento Rural            | Santer        | ÖVP     |
| Franz Fischler         | Agricultura, Desenvolvimento Rural e Pescas    | Prodi         | ÖVP     |
| Benita Ferrero-Waldner | Relações Exteriores e Alargamento e Vizinhança | Barroso I     | ÖVP     |
| Benita Ferrero-Waldner | Comércio e Alargamento e Vizinhança            | Barroso I     | ÖVP     |
| Johannes Hahn          | Política Regional                              | Barroso II    | ÖVP     |
| Johannes Hahn          | Negociações para o Alargamento e Vizinhança    | Juncker       | ÖVP     |
| Johannes Hahn          | Orçamento e Administração                      | Von der Leyen | ÖVP     |

## Bélgica
| Comunidade Europeia do Carvão e do Aço | Comunidade Europeia do Carvão e do Aço                                                                           | Comunidade Europeia do Carvão e do Aço | Comunidade Europeia do Carvão e do Aço |
| Membro                                 | Pasta | Autoridade                             | Partido                                |
| -------------------------------------- | --- | -------------------------------------- | -------------------------------------- |
| Albert Coppé                           | Long Term Policy (Vice-Presidente)                                                                               | Monnet                                 | CVP                                    |
| Albert Coppé                           | Objetivos Gerais, Política de Longo Termo, Mercados, Acordos e Transportes (Vice-Presidente)                     | Mayer                                  | CVP                                    |
| Albert Coppé                           | Objetivos Gerais, Política de Longo Termo (Vice-Presidente)                                                      | Finet                                  | CVP                                    |
| Albert Coppé                           | Membro (Vice-Presidente)                                                                                         | Malvestiti                             | CVP                                    |
| Albert Coppé                           | Transportes e Informação (Vice-Presidente)                                                                       | Del Bo / Coppé                         | CVP                                    |
| Albert Coppé                           | Presidente | Del Bo / Coppé                         | CVP                                    |
| Paul Finet                             | Problemas Sociais e Questões Administrativas                                                                     | Monnet                                 | BSP                                    |
| Paul Finet                             | PRoblemas Sociais                                                                                                | Mayer                                  | BSP                                    |
| Paul Finet                             | Presidente | Finet                                  | BSP                                    |
| Paul Finet                             | Membro | Malvestiti                             | BSP                                    |
| Paul Finet                             | Social Problems                                                                                                  | Del Bo                                 | BSP                                    |
| Comissário(a)                          | Pasta | Comissão                               | Partido                                |
| Jean Rey                               | Relações Exteriores                                                                                              | Hallstein I                            | PLP                                    |
| Jean Rey                               | Relações Exteriores                                                                                              | Hallstein II                           | PLP                                    |
| Jean Rey                               | Presidente | Rey                                    | PLP                                    |
| Albert Coppé                           | Orçamento, Crédito, Investimento, Imprensa e Informação                                                          | Rey                                    | CVP                                    |
| Albert Coppé                           | Assuntos Sociais, Transportes, Personnel, Administration, Crédito, Investimento, Orçamento e Controlo Financeiro | Malfatti                               | CVP                                    |
| Albert Coppé                           | Assuntos Sociais, Transportes, Personnel, Administration, Crédito, Investimento, Orçamento e Controlo Financeiro | Mansholt                               | CVP                                    |
| Henri Simonet                          | Fiscalidade, Instituições Financeiras e Energia (Vice-Presidente)                                                | Ortoli                                 | PS                                     |
| Étienne Davignon                       | Mercado Interno, Industrial Affairs e [[União Aduaneira]]                                                        | Jenkins                                | CDH                                    |
| Étienne Davignon                       | Industrial Affairs, Energia, Research e Science (Vice-Presidente)                                                | Thorn                                  | CDH                                    |
| Willy De Clercq                        | Relações Exteriores e Comércio                                                                                   | Delors I                               | PVV                                    |
| Karel Van Miert                        | Transportes, Crédito, Investmento, e Defesa do Consumidor                                                        | Delors II                              | Sp.a                                   |
| Karel Van Miert                        | Competition, Pessoal e Administração (Vice-Presidente)                                                           | Delors III                             | Sp.a                                   |
| Karel Van Miert                        | Concorrência | Santer                                 | Sp.a                                   |
| Philippe Busquin                       | Investigação | Prodi                                  | PS                                     |
| Louis Michel                           | Investigação | Prodi                                  | MR                                     |
| Louis Michel                           | Desenvolvimento e Ajuda Humanitária                                                                              | Barroso I                              | MR                                     |
| Karel De Gucht                         | Desenvolvimento e Ajuda Humanitária                                                                              | Barroso I                              | VLD                                    |
| Karel De Gucht                         | Comércio | Barroso II                             | VLD                                    |
| Marianne Thyssen                       | Emprego, Assuntos Sociais, Skills e Mobilidade Laboral                                                           | Juncker                                | CD&V                                   |
| Didier Reynders                        | Justiça | Von der Leyen                          | MR                                     |

## Bulgária
| Comissário(a)        | Pasta                                                           | Comissão      | Partido |
| -------------------- | --------------------------------------------------------------- | ------------- | ------- |
| Meglena Kuneva       | Defesa do Consumidor                                            | Barroso I     | NDSV    |
| Kristalina Georgieva | Cooperação Internacional, Ajuda Humanitária e Resposta a Crises | Barroso II    | GERB    |
| Kristalina Georgieva | Orçamento e Recursos Humanos (Vice-Presidente)                  | Juncker       | GERB    |
| Mariya Gabriel       | Economia e Sociedade Digitais                                   | Juncker       | GERB    |
| Mariya Gabriel       | Inovação, Investigação, Cultura, Educação e Juventude           | Von der Leyen | GERB    |

## Chéquia
| Comissário(a)   | Pasta                                                  | Comissão      | Partido |
| --------------- | ------------------------------------------------------ | ------------- | ------- |
| Pavel Telička   | Saúde e Proteção ao Consumidor                         | Prodi         | US-DEU  |
| Vladimír Špidla | Emprego, Assuntos Sociais e Igualdade de Oportunidades | Barroso I     | ČSSD    |
| Štefan Füle     | Alargamento e Política de Vizinhança Europeia          | Barroso II    | ČSSD    |
| Věra Jourová    | Justiça, Consumo e Igualdade de Género                 | Juncker       | ANO     |
| Věra Jourová    | Valores e Transparência (Vice-Presidente)              | Von der Leyen | ANO     |

## Chipre
| Comissário(a)        | Pasta                                         | Comissão      | Partido |
| -------------------- | --------------------------------------------- | ------------- | ------- |
| Markos Kyprianu      | Orçamento                                     | Prodi         | DIKO    |
| Markos Kyprianu      | Saúde e Proteção ao Consumidor                | Barroso I     | DIKO    |
| Markos Kyprianu      | Saúde                                         | Barroso I     | DIKO    |
| Androulla Vassiliou  | Saúde                                         | Barroso I     | EDI     |
| Androulla Vassiliou  | Educação, Cultura, Multilinguismo e Juventude | Barroso II    | EDI     |
| Christos Stylianides | Ajuda Humanitária e Gestão de Crises          | Juncker       | DISY    |
| Stella Kyriakides    | Saúde e Segurança dos Alimentos               | Von der Leyen | DISY    |

## Croácia
| Comissário(a)  | Pasta                                      | Comissão      | Partido |
| -------------- | ------------------------------------------ | ------------- | ------- |
| Neven Mimica   | Proteção ao Consumidor                     | Barroso II    | SDP     |
| Neven Mimica   | Cooperação Internacional e Desenvolvimento | Juncker       | SDP     |
| Dubravka Šuica | Democracia e Demografia (Vice-Presidente)  | Von der Leyen | HDZ     |

## Dinamarca
| Comissário(a)          | Pasta                                                                                  | Comissão      | Partido |
| ---------------------- | -------------------------------------------------------------------------------------- | ------------- | ------- |
| Finn Olav Gundelach    | Mercado Interno e União Aduaneira                                                      | Ortoli        | SD      |
| Finn Olav Gundelach    | Agricultura e Pescas (Vice-Presidente)                                                 | Jenkins       | SD      |
| Finn Olav Gundelach    | Agricultura                                                                            | Thorn         | SD      |
| Poul Dalsager          | Agricultura                                                                            | Thorn         | SD      |
| Henning Christophersen | Orçamento, Controlo Financeiro, Pessoal e Administração (Vice-Presidente)              | Delors I      | V       |
| Henning Christophersen | Economia e Assuntos Financeiros (Vice-Presidente)                                      | Delors II     | V       |
| Henning Christophersen | Economia e Assuntos Financeiros e Monetários, Crédito e Investimento (Vice-Presidente) | Delors III    | V       |
| Ritt Bjerregaard       | Ambiente e Segurança Nuclear                                                           | Santer        | SD      |
| Poul Nielson           | Desenvolvimento e Ajuda Humanitária                                                    | Prodi         | SD      |
| Mariann Fischer Boel   | Agricultura e Desenvolvimento Rural                                                    | Barroso I     | V       |
| Connie Hedegaard       | Ação Climática                                                                         | Barroso II    | KF      |
| Margrethe Vestager     | Concorrência                                                                           | Juncker       | RV      |
| Margrethe Vestager     | Era Digital (Vice-Presidente Executivo)                                                | Von der Leyen | RV      |

## Eslováquia
| Comissário(a)  | Pasta                                                           | Comissão      | Partido |
| -------------- | --------------------------------------------------------------- | ------------- | ------- |
| Ján Figeľ      | Empresas e Sociedade da Informação                              | Prodi         | KDH     |
| Ján Figeľ      | Educação, Formação, Cultura e Multilinguismo                    | Barroso I     | KDH     |
| Ján Figeľ      | Educação, Formação e Cultura                                    | Barroso I     | KDH     |
| Maroš Šefčovič | Relações Inter-Institucionais e Administração (Vice-Presidente) | Barroso II    | Smer-SD |
| Maroš Šefčovič | União Energética (Vice-Presidente)                              | Juncker       | Smer-SD |
| Maroš Šefčovič | Relações Inter-institucionais e Estratégia (Vice-Presidente)    | Von der Leyen | Smer-SD |

## Eslovénia
| Comissário(a)  | Pasta              | Comissão      | Partido      |
| -------------- | ------------------ | ------------- | ------------ |
| Janez Potočnik | Alargamento        | Prodi         | LDS          |
| Janez Potočnik | Science e Research | Barroso I     | LDS          |
| Janez Potočnik | Ambiente           | Barroso II    | LDS          |
| Violeta Bulc   | Transportes        | Juncker       | SMC          |
| Janez Lenarčič | Gestão de Crises   | Von der Leyen | Independente |

## Espanha
| Comissário(a)       | Pasta                                                                         | Comissão      | Partido |
| ------------------- | ----------------------------------------------------------------------------- | ------------- | ------- |
| Abel Matutes        | Crédito, Investimento, Instrumentos Financeiros e PMEs                        | Delors I      | PP      |
| Abel Matutes        | Política do Mediterrâneo e América Latina                                     | Delors II     | PP      |
| Abel Matutes        | Energia e Transportes                                                         | Delors III    | PP      |
| Manuel Marín        | Assuntos Sociais, Emprego, Educação e Formação (Vice-Presidente)              | Delors I      | PSOE    |
| Manuel Marín        | Cooperação, Desenvolvimento e Pescas (Vice-Presidente)                        | Delors II     | PSOE    |
| Manuel Marín        | Cooperação, Desenvolvimento e Ajuda Humanitária (Vice-Presidente)             | Delors III    | PSOE    |
| Manuel Marín        | Relações com o Mediterrâneo, América Latina e Médio Oriente (Vice-Presidente) | Santer        | PSOE    |
| Manuel Marín        | Presidente                                                                    | Santer        | PSOE    |
| Marcelino Oreja     | Energia e Transportes                                                         | Delors III    | PP      |
| Marcelino Oreja     | Relações Parlamentares, Culture e Audiovisual Policy e Institutional Reform   | Santer        | PP      |
| Loyola de Palacio   | Relações Parlamentares, Transportes e Energia (Vice-Presidente)               | Prodi         | PP      |
| Pedro Solbes        | Economia e Assuntos Monetários                                                | Prodi         | PSOE    |
| Joaquín Almunia     | Economia e Assuntos Monetários                                                | Prodi         | PSOE    |
| Joaquín Almunia     | Economia e Assuntos Financeiros                                               | Barroso I     | PSOE    |
| Joaquín Almunia     | Concorrência (Vice-Presidente)                                                | Barroso II    | PSOE    |
| Miguel Arias Cañete | Ação Climática e Energia                                                      | Juncker       | PP      |
| Josep Borrell       | Negócios Estrangeiros e a Política de Segurança (Vice-Presidente)             | Von der Leyen | PSOE    |

## Estónia
| Comissário(a) | Pasta                                                               | Comissão      | Partido |
| ------------- | ------------------------------------------------------------------- | ------------- | ------- |
| Siim Kallas   | Economia e Assuntos Monetários                                      | Prodi         | RP      |
| Siim Kallas   | Assuntos Administrativos, Auditoria e Anti-Fraude (Vice-Presidente) | Barroso I     | RP      |
| Siim Kallas   | Transportes (Vice-Presidente)                                       | Barroso II    | RP      |
| Andrus Ansip  | Mercado Único Digital (Vice-Presidente)                             | Juncker       | RP      |
| Kadri Simson  | Energia                                                             | Von der Leyen | EK      |

## Finlândia
| Comissário(a)    | Pasta                                                        | Comissão      | Partido |
| ---------------- | ------------------------------------------------------------ | ------------- | ------- |
| Erkki Liikanen   | Orçamento, Pessoal e Administração                           | Santer        | SDP     |
| Erkki Liikanen   | Empresas e Sociedade da Informação                           | Prodi         | SDP     |
| Olli Rehn        | Empresas e Sociedade da Informação                           | Prodi         | SK      |
| Olli Rehn        | Alargamento                                                  | Barroso I     | SK      |
| Olli Rehn        | Economia e Assuntos Monetários e Euro (Vice-Presidente)      | Barroso II    | SK      |
| Jyrki Katainen   | Economia e Assuntos Monetários e Euro (Vice-Presidente)      | Barroso II    | KOK     |
| Jyrki Katainen   | Jobs, Growth, Investment e Competitiveness (Vice-Presidente) | Juncker       | KOK     |
| Jutta Urpilainen | Parcerias Internacionais                                     | Von der Leyen | SDP     |

## França
| Comunidade Europeia da Energia Atómica | Comunidade Europeia da Energia Atómica                                                            | Comunidade Europeia da Energia Atómica | Comunidade Europeia da Energia Atómica |
| Membro                                 | Pasta                                                                                             | Comissão                               | Partido                                |
| -------------------------------------- | ------------------------------------------------------------------------------------------------- | -------------------------------------- | -------------------------------------- |
| Louis Armand                           | Presidente                                                                                        | Armand                                 | Desconhecido                           |
| Étienne Hirsch                         | Presidente                                                                                        | Hirsch                                 | Desconhecido                           |
| Pierre Chatenet                        | Presidente                                                                                        | Chatenet                               | UDR                                    |
| Comunidade Europeia do Carvão e do Aço |                                                                                                   |                                        |                                        |
| Membro                                 | Pasta                                                                                             | Autoridade                             | Partido                                |
| Jean Monnet                            | Presidente                                                                                        | Monnet                                 | Desconhecido                           |
| Léon Daum                              | Finanças, Investimento, Produção e Instrução                                                      | Monnet                                 | Desconhecido                           |
| Léon Daum                              | Finanças, Investimento, Produção e Instrução                                                      | Mayer                                  | Desconhecido                           |
| Léon Daum                              | Investimento e Produção                                                                           | Finet                                  | Desconhecido                           |
| René Mayer                             | Presidente                                                                                        | Mayer                                  | PR                                     |
| Roger Reynaud                          | Membro                                                                                            | Finet                                  | Desconhecido                           |
| Roger Reynaud                          | Membro                                                                                            | Malvestiti                             | Desconhecido                           |
| Roger Reynaud                          | Política Económica e Desenvolvimento Industrial                                                   | Del Bo / Coppé                         | Desconhecido                           |
| Pierre-Olivier Lapie                   | Membro                                                                                            | Malvestiti                             | SFIO                                   |
| Pierre-Olivier Lapie                   | Energia                                                                                           | Del Bo / Coppé                         | SFIO                                   |
| Comissário(a)                          | Pasta                                                                                             | Comissão                               | Partido                                |
| Robert Lemaignen                       | Desenvolvimento Ultramarino                                                                       | Hallstein I                            | Desconhecido                           |
| Robert Marjolin                        | Economia e Assuntos Financeiros (Vice-Presidente)                                                 | Hallstein I                            | SFIO                                   |
| Robert Marjolin                        | Economia e Assuntos Financeiros (Vice-Presidente)                                                 | Hallstein II                           | SFIO                                   |
| Henri Rochereau                        | Desenvolvimento Ultramarino                                                                       | Hallstein II                           | Desconhecido                           |
| Henri Rochereau                        | Desenvolvimento Ultramarino                                                                       | Rey                                    | Desconhecido                           |
| Raymond Barre                          | Economia e Assuntos Financeiros (Vice-Presidente)                                                 | Rey                                    | UDF                                    |
| Raymond Barre                          | Economia e Assuntos Financeiros (Vice-Presidente)                                                 | Malfatti                               | UDF                                    |
| Raymond Barre                          | Economia e Assuntos Financeiros (Vice-Presidente)                                                 | Mansholt                               | UDF                                    |
| Jean-François Deniau                   | Alargamento e Desenvolvimento Aid                                                                 | Malfatti                               | UDF                                    |
| Jean-François Deniau                   | Alargamento e Desenvolvimento Aid                                                                 | Mansholt                               | UDF                                    |
| Jean-François Deniau                   | Desenvolvimento, Orçamento e Controlo Financeiro                                                  | Ortoli                                 | UDF                                    |
| François-Xavier Ortoli                 | Presidente                                                                                        | Ortoli                                 | UDR / RPR                              |
| François-Xavier Ortoli                 | Economia, Finanças, Crédito e Investimento (Vice-Presidente)                                      | Jenkins                                | UDR / RPR                              |
| François-Xavier Ortoli                 | Economia, Finanças, Crédito e Investimento (Vice-Presidente)                                      | Thorn                                  | UDR / RPR                              |
| Claude Cheysson                        | Desenvolvimento, Orçamento e Controlo Financeiro                                                  | Ortoli                                 | PS                                     |
| Claude Cheysson                        | Desenvolvimento                                                                                   | Jenkins                                | PS                                     |
| Claude Cheysson                        | Desenvolvimento                                                                                   | Thorn                                  | PS                                     |
| Claude Cheysson                        | Política do Mediterrâneo e Relações Norte-Sul                                                     | Delors I                               | PS                                     |
| Edgard Pisani                          | Desenvolvimento                                                                                   | Thorn                                  | PS                                     |
| Jacques Delors                         | Presidente                                                                                        | Delors I                               | PS                                     |
| Jacques Delors                         | Presidente                                                                                        | Delors II                              | PS                                     |
| Jacques Delors                         | Presidente                                                                                        | Delors III                             | PS                                     |
| Christiane Scrivener                   | União Fiscal e Aduaneira                                                                          | Delors II                              | PR                                     |
| Christiane Scrivener                   | Impostos e União Aduaneira e Defesa do Consumidor                                                 | Delors III                             | PR                                     |
| Yves-Thibault de Silguy                | Assuntos Económicos e Financeiros, Crédito e Investimento                                         | Santer                                 | RPR                                    |
| Édith Cresson                          | Investigação, Ciência, Desenvolvimento Tecnológico, Educação, Cultura, Multilinguismo e Juventude | Santer                                 | PS                                     |
| Pascal Lamy                            | Comércio                                                                                          | Prodi                                  | PS                                     |
| Michel Barnier                         | Política Regional                                                                                 | Prodi                                  | UMP                                    |
| Jacques Barrot                         | Política Regional                                                                                 | Prodi                                  | UMP                                    |
| Jacques Barrot                         | Transportes (Vice-Presidente)                                                                     | Barroso I                              | UMP                                    |
| Jacques Barrot                         | Justiça, Liberdade e Segurança (Vice-Presidente)                                                  | Barroso I                              | UMP                                    |
| Michel Barnier                         | Mercado Interno e Serviços (Vice-Presidente)                                                      | Barroso II                             | UMP                                    |
| Pierre Moscovici                       | Economia e Assuntos Financeiros, Taxas e Alfândegas                                               | Juncker                                | PS                                     |
| Thierry Breton                         | Mercado Interno                                                                                   | Von der Leyen                          | RE                                     |

## Grécia
| Comissário(a)         | Pasta                                                                           | Comissão      | Partido |
| --------------------- | ------------------------------------------------------------------------------- | ------------- | ------- |
| Giorgios Contogeorgis | Transportes, Pescas e Turismo                                                   | Thorn         | ND      |
| Grigoris Varfis       | Política Regional e Relações Parlamentares                                      | Delors I      | PASOK   |
| Grigoris Varfis       | Proteção ao Consumidor                                                          | Delors I      | PASOK   |
| Vasso Papandreou      | Emprego, Relações Industriais, Assuntos Sociais, Educação, Formação e Juventude | Delors II     | PASOK   |
| Ioannis Paleokrassas  | Ambiente, Segurança Nuclear e Pescas                                            | Delors III    | ND      |
| Christos Papoutsis    | Energia, PMEs e Turismo                                                         | Santer        | PASOK   |
| Anna Diamantopoulou   | Emprego e Assuntos Sociais                                                      | Prodi         | PASOK   |
| Stavros Dimas         | Emprego e Assuntos Sociais                                                      | Prodi         | ND      |
| Stavros Dimas         | Ambiente                                                                        | Barroso I     | ND      |
| Maria Damanaki        | Assuntos Marítimos e Pescas                                                     | Barroso II    | PASOK   |
| Dimitris Avramopoulos | Migrações, Assuntos Internos e Cidadania                                        | Juncker       | ND      |
| Margaritis Schinas    | Promoção do Modo de Vida Europeu (Vice-Presidente)                              | Von der Leyen | ND      |

## Hungria
| Comissário(a)    | Pasta                                   | Comissão      | Partido |
| ---------------- | --------------------------------------- | ------------- | ------- |
| Péter Balázs     | Política Regional                       | Prodi         | MSZP    |
| László Kovács    | União Fiscal e Aduaneira                | Barroso I     | MSZP    |
| László Andor     | Emprego, Assuntos Sociais e Inclusão    | Barroso II    | MSZP    |
| Tibor Navracsics | Educação, Cultura, Juventude e Desporto | Juncker       | Fidesz  |
| Olivér Várhelyi  | Vizinhança e Alargamento                | Von der Leyen | Fidesz  |

## Irlanda
| Comissário(a)            | Pasta                                                                  | Comissão      | Partido |
| ------------------------ | ---------------------------------------------------------------------- | ------------- | ------- |
| Patrick Hillery          | Assuntos Sociais (Vice-Presidente)                                     | Ortoli        | FF      |
| Richard Burke            | Impostos, Assuntos do Consumidor, Transportes e Relações Parlamentares | Jenkins       | FG      |
| Michael O'Kennedy        | Pessoal e Administração                                                | Thorn         | FF      |
| Richard Burke            | Pessoal e Administração                                                | Thorn         | FG      |
| Peter Sutherland         | Concorrência, Assuntos Sociais, Educação e Formação                    | Delors I      | FG      |
| Peter Sutherland         | Concorrência e Relações Parlamentares                                  | Delors I      | FG      |
| Ray MacSharry            | Agricultura e Desenvolvimento Rural                                    | Delors II     | FF      |
| Pádraig Flynn            | Assuntos Sociais, Emprego, Immigration, Assuntos Internos e Justiça    | Delors III    | FF      |
| Pádraig Flynn            | Assuntos Sociais e Emprego                                             | Santer        | FF      |
| David Byrne              | Saúde e Proteção ao Consumidor                                         | Prodi         | FF      |
| Charlie McCreevy         | Mercado Interno e Serviços                                             | Barroso I     | FF      |
| Máire Geoghegan-Quinn    | Investigação, Inovação e Ciência                                       | Barroso II    | FF      |
| Phil Hogan               | Agricultura e Desenvolvimento Rural                                    | Juncker       | FG      |
| Phil Hogan               | Comércio                                                               | Von der Leyen | FG      |
| Andrew McDowell          |                                                                        | Von der Leyen | FG      |
| Mairead McGuinness</ref> |                                                                        | Von der Leyen | FG      |

## Itália
| Comunidade Europeia do Carvão e do Aço | Comunidade Europeia do Carvão e do Aço                                                                          | Comunidade Europeia do Carvão e do Aço | Comunidade Europeia do Carvão e do Aço |
| Membro                                 | Pasta | Autoridade                             | Partido                                |
| -------------------------------------- | --- | -------------------------------------- | -------------------------------------- |
| Enzo Giacchero                         | Imprensa e Informação                                                                                           | Monnet                                 | DC                                     |
| Enzo Giacchero                         | Imprensa e Informação                                                                                           | Mayer                                  | DC                                     |
| Enzo Giacchero                         | Problemas Sociais                                                                                               | Finet                                  | DC                                     |
| Piero Malvestiti                       | Presidente | Malvestiti                             | DC                                     |
| Rinaldo Del Bo                         | Presidente | Del Bo                                 | DC                                     |
| Comissário(a)                          | Pasta | Comissão                               | Partido                                |
| Piero Malvestiti                       | Mercado Interno (Vice-Presidente)                                                                               | Hallstein I                            | DC                                     |
| Giuseppe Petrilli                      | Assuntos Sociais                                                                                                | Hallstein I                            | DC                                     |
| Giuseppe Caron                         | Mercado Interno                                                                                                 | Hallstein I                            | DC                                     |
| Giuseppe Caron                         | Mercado Interno (Vice-Presidente)                                                                               | Hallstein II                           | DC                                     |
| Lionello Levi Sandri                   | Assuntos Sociais                                                                                                | Hallstein I                            | PSI                                    |
| Lionello Levi Sandri                   | Assuntos Sociais (Vice-Presidente)                                                                              | Hallstein II                           | PSI                                    |
| Lionello Levi Sandri                   | Assuntos Sociais, Pessoal e Administração (Vice-Presidente)                                                     | Rey                                    | PSI                                    |
| Guido Colonna di Paliano               | Mercado Interno                                                                                                 | Hallstein II                           | DC                                     |
| Guido Colonna di Paliano               | Assuntos Industriais                                                                                            | Rey                                    | DC                                     |
| Edoardo Martino                        | Relações Exteriores                                                                                             | Rey                                    | DC                                     |
| Franco Maria Malfatti                  | Presidente | Malfatti                               | DC                                     |
| Altiero Spinelli                       | Indústria, Tecnologia, Educação, Formação e União Aduaneira                                                     | Malfatti                               | PCI                                    |
| Altiero Spinelli                       | Indústria, Tecnologia, Educação, Formação e União Aduaneira                                                     | Mansholt                               | PCI                                    |
| Altiero Spinelli                       | Indústria e Tecnologia                                                                                          | Ortoli                                 | PCI                                    |
| Carlo Scarascia-Mugnozza               | Agricultura (Vice-Presidente)                                                                                   | Mansholt                               | DC                                     |
| Carlo Scarascia-Mugnozza               | Assuntos Parlamentares, Ambiente, Interesses do Consumidor, Transportes e Informação (Vice-Presidente)          | Ortoli                                 | DC                                     |
| Cesidio Guazzaroni                     | Indústria e Tecnologia                                                                                          | Ortoli                                 | PRI                                    |
| Antonio Giolitti                       | Política Regional                                                                                               | Jenkins                                | PSI                                    |
| Antonio Giolitti                       | Política Regional                                                                                               | Thorn                                  | PSI                                    |
| Lorenzo Natali                         | Alargamento, Ambiente e Segurança Nuclear                                                                       | Jenkins                                | DC                                     |
| Lorenzo Natali                         | Política do Mediterâneo, Alargamento e Informação (Vice-Presidente)                                             | Thorn                                  | DC                                     |
| Lorenzo Natali                         | Cooperação, Desenvolvimento e Alargamento (Vice-Presidente)                                                     | Delors I                               | DC                                     |
| Carlo Ripa di Meana                    | Institutional Reform, Informação, Culture e Tourism                                                             | Delors I                               | PSI                                    |
| Carlo Ripa di Meana                    | Ambiente e Segurança Nuclear                                                                                    | Delors II                              | PSI                                    |
| Filippo Maria Pandolfi                 | Ciência, Investigação, Desenvolvimento, Telecomunicações, Tecnologia da Informação e Inovação (Vice-Presidente) | Delors II                              | DC                                     |
| Antonio Ruberti                        | Ciência, Investigação, Desenvolvimento Tecnológico, Educação, Formação e Juventude (Vice-Presidente)            | Delors III                             | PSI                                    |
| Raniero Vanni d'Archirafi              | Institutional Reform, Mercado Interno, Serviços Financeiros, Empresas                                           | Delors III                             | DC                                     |
| Emma Bonino                            | Pescas e Consumers Policy                                                                                       | Santer                                 | LB                                     |
| Mario Monti                            | Mercado Interno, Serviços Financeiros, Alfândegas e Impostos                                                    | Santer                                 | Independente                           |
| Mario Monti                            | Concorrência | Prodi                                  | Independente                           |
| Romano Prodi                           | Presidente | Prodi                                  | ID / DL                                |
| Franco Frattini                        | Justiça, Liberdade e Segurança (Vice-Presidente)                                                                | Barroso I                              | FI                                     |
| Antonio Tajani                         | Transportes (Vice-Presidente)                                                                                   | Barroso I                              | PdL                                    |
| Antonio Tajani                         | Indústria e Empreendedorismo (Vice-Presidente)                                                                  | Barroso II                             | PdL                                    |
| Ferdinando Nelli Feroci                | Indústria e Empreendedorismo                                                                                    | Barroso II                             | PD                                     |
| Federica Mogherini                     | Negócios Estrangeiros e a Política de Segurança (Vice-Presidente)                                               | Juncker                                | PD                                     |
| Paolo Gentiloni                        | Economia | Von der Leyen                          | PD                                     |

## Letónia
| Comissário(a)      | Pasta | Comissão      | Partido  |
| ------------------ | --- | ------------- | -------- |
| Sandra Kalniete    | Agricultura, Desenvolvimento Rural e Pescas                                                                            | Prodi         | LTF      |
| Andris Piebalgs    | Energia | Barroso I     | LC / LPP |
| Andris Piebalgs    | Desenvolvimento | Barroso II    | LC / LPP |
| Valdis Dombrovskis | Euro e Diálogo Social (Vice-Presidente)                                                                                | Juncker       | Unidade  |
| Valdis Dombrovskis | Euro, Social Dialogue, Estabilidade Financeira, Serviços Financeiros e União de Mercados de Capitais (Vice-Presidente) | Juncker       | Unidade  |
| Valdis Dombrovskis | Uma Economia para as Pessoas (Vice-Presidente Executivo)                                                               | Von der Leyen | Unidade  |

## Lituânia
| Comissário(a)          | Pasta                                             | Comissão      | Partido      |
| ---------------------- | ------------------------------------------------- | ------------- | ------------ |
| Dalia Grybauskaitė     | Educação e Cultura                                | Prodi         | Independente |
| Dalia Grybauskaitė     | Programação Financeira e Orçamento                | Barroso I     | Independente |
| Algirdas Šemeta        | Programação Financeira e Orçamento                | Barroso I     | TS           |
| Algirdas Šemeta        | União Fiscal e Aduaneira, Auditoria e Anti-Fraude | Barroso II    | TS           |
| Vytenis Andriukaitis   | Saúde e Segurança Alimentar                       | Juncker       | SDP          |
| Virginijus Sinkevičius | Ambiente, Oceanos e Pescas                        | Von der Leyen | LVŽS         |

## Luxemburgo
| Comunidade Europeia do Carvão e do Aço | Comunidade Europeia do Carvão e do Aço                       | Comunidade Europeia do Carvão e do Aço | Comunidade Europeia do Carvão e do Aço |
| Membro                                 | Pasta                                                        | Autoridade                             | Partido                                |
| -------------------------------------- | ------------------------------------------------------------ | -------------------------------------- | -------------------------------------- |
| Albert Wehrer                          | Membro                                                       | Monnet                                 | Desconhecido                           |
| Albert Wehrer                          | Membro                                                       | Mayer                                  | Desconhecido                           |
| Albert Wehrer                          | Relações Exteriores                                          | Finet                                  | Desconhecido                           |
| Albert Wehrer                          | Membro                                                       | Malvestiti                             | Desconhecido                           |
| Albert Wehrer                          | Relações Exteriores                                          | Del Bo / Coppé                         | Desconhecido                           |
| Jean Fohrmann                          | Problemas Sociais                                            | Del Bo / Coppé                         | LSAP                                   |
| Comissário(a)                          | Pasta                                                        | Comissão                               | Partido                                |
| Michel Rasquin                         | Transportes                                                  | Hallstein I                            | LSAP                                   |
| Lambert Schaus                         | Transportes                                                  | Hallstein I                            | CSV                                    |
| Lambert Schaus                         | Transportes                                                  | Hallstein II                           | CSV                                    |
| Victor Bodson                          | Transportes                                                  | Rey                                    | LSAP                                   |
| Albert Borschette                      | Concorrência, Press, Informação e Política Regional          | Malfatti                               | Desconhecido                           |
| Albert Borschette                      | Concorrência, Press, Informação e Política Regional          | Mansholt                               | Desconhecido                           |
| Albert Borschette                      | Concorrência, Pessoal e Administração                        | Ortoli                                 | Desconhecido                           |
| Raymond Vouel                          | Concorrência                                                 | Jenkins                                | LSAP                                   |
| Gaston Thorn                           | Presidente                                                   | Thorn                                  | DP                                     |
| Nicolas Mosar                          | Energia                                                      | Delors I                               | CSV                                    |
| Jean Dondelinger                       | Cultural Affairs e Informação                                | Delors II                              | Desconhecido                           |
| René Steichen                          | Agricultura e Desenvolvimento Rural                          | Delors III                             | CSV                                    |
| Jacques Santer                         | Presidente                                                   | Santer                                 | CSV                                    |
| Viviane Reding                         | Educação e Culture                                           | Prodi                                  | CSV                                    |
| Viviane Reding                         | Sociedade da Informação e Media                              | Barroso I                              | CSV                                    |
| Viviane Reding                         | Justiça, Direitos Fundamentais e Cidadania (Vice-Presidente) | Barroso II                             | CSV                                    |
| Martine Reicherts                      | Justiça, Direitos Fundamentais e Cidadania                   | Barroso II                             | CSV                                    |
| Jean-Claude Juncker                    | Presidente                                                   | Juncker                                | CSV                                    |
| Nicolas Schmit                         | Emprego e Direitos Sociais                                   | Von der Leyen                          | LSAP                                   |

## Malta
| Comissário(a) | Pasta                               | Comissão      | Partido |
| ------------- | ----------------------------------- | ------------- | ------- |
| Joe Borg      | Desenvolvimento e Ajuda Humanitária | Prodi         | PN      |
| Joe Borg      | Pescas e Maritime Affairs           | Barroso I     | PN      |
| John Dalli    | Saúde e Proteção ao Consumidor      | Barroso II    | PN      |
| Tonio Borg    | Saúde e Proteção ao Consumidor      | Barroso II    | PN      |
| Tonio Borg    | Saúde                               | Barroso II    | PN      |
| Karmenu Vella | Ambiente, Maritime Affairs e Pescas | Juncker       | PL      |
| Helena Dalli  | Igualdade                           | Von der Leyen | PL      |

## Países Baixos
| Comunidade Europeia do Carvão e do Aço | Comunidade Europeia do Carvão e do Aço                                                                        | Comunidade Europeia do Carvão e do Aço | Comunidade Europeia do Carvão e do Aço |
| Membro                                 | Pasta | Autoridade                             | Partido                                |
| -------------------------------------- | --- | -------------------------------------- | -------------------------------------- |
| Dirk Spierenburg                       | Relações Exteriores                                                                                           | Monnet                                 | Desconhecido                           |
| Dirk Spierenburg                       | Relações Exteriores                                                                                           | Mayer                                  | Desconhecido                           |
| Dirk Spierenburg                       | Aço, Transportes e Concentrações (Primeiro Vice-Presidente)                                                   | Finet                                  | Desconhecido                           |
| Dirk Spierenburg                       | Membro (Primeiro Vice-Presidente)                                                                             | Malvestiti                             | Desconhecido                           |
| Dirk Spierenburg                       | Concorrência (Primeiro Vice-Presidente)                                                                       | Del Bo                                 | Desconhecido                           |
| Johannes Linthorst Homan               | Membro (Primeiro Vice-Presidente)                                                                             | Malvestiti                             | VVD                                    |
| Johannes Linthorst Homan               | Concorrência                                                                                                  | Del Bo / Coppé                         | VVD                                    |
| Comissário(a)                          | Pasta | Comissão                               | Partido                                |
| Sicco Mansholt                         | Agricultura (Vice-Presidente)                                                                                 | Hallstein I                            | PvdA                                   |
| Sicco Mansholt                         | Agricultura (Vice-Presidente)                                                                                 | Hallstein II                           | PvdA                                   |
| Sicco Mansholt                         | Agricultura (Vice-Presidente)                                                                                 | Rey                                    | PvdA                                   |
| Sicco Mansholt                         | Agricultura (Vice-Presidente)                                                                                 | Malfatti                               | PvdA                                   |
| Sicco Mansholt                         | Presidente | Mansholt                               | PvdA                                   |
| Maan Sassen                            | Concorrência                                                                                                  | Rey                                    | KVP                                    |
| Pierre Lardinois                       | Agricultura                                                                                                   | Ortoli                                 | KVP                                    |
| Henk Vredeling                         | Emprego e Assuntos Sociais (Vice-Presidente)                                                                  | Jenkins                                | PvdA                                   |
| Frans Andriessen                       | Relações Parlamentares e Concorrência                                                                         | Thorn                                  | KVP                                    |
| Frans Andriessen                       | Agricultura e Pescas (Vice-Presidente)                                                                        | Delors I                               | KVP                                    |
| Frans Andriessen                       | Agricultura (Vice-Presidente)                                                                                 | Delors I                               | KVP                                    |
| Frans Andriessen                       | Relações Exteriores e Comércio (Vice-Presidente)                                                              | Delors II                              | KVP                                    |
| Hans van den Broek                     | Relações Exteriores e Alargamento                                                                             | Delors III                             | CDA                                    |
| Hans van den Broek                     | Relações com a Europa Central e do Leste e Alargamento                                                        | Santer                                 | CDA                                    |
| Frits Bolkestein                       | Mercado Interno                                                                                               | Prodi                                  | VVD                                    |
| Neelie Kroes                           | Concorrência                                                                                                  | Barroso I                              | VVD                                    |
| Neelie Kroes                           | Agenda Digital (Vice-Presidente)                                                                              | Barroso II                             | VVD                                    |
| Frans Timmermans                       | Regulação, Relações Inter-Institucionais, Direito e Carta de Direitos Fundamentais (Primeiro Vice-Presidente) | Juncker                                | PvdA                                   |
| Frans Timmermans                       | Acordo Verde Europeu (Vice-Presidente Executivo)                                                              | Von der Leyen                          | PvdA                                   |

## Polónia
| Comissário(a)        | Pasta                                               | Comissão      | Partido |
| -------------------- | --------------------------------------------------- | ------------- | ------- |
| Danuta Hübner        | Comércio                                            | Prodi         | PO      |
| Danuta Hübner        | Política Regional                                   | Barroso I     | PO      |
| Paweł Samecki        | Política Regional                                   | Barroso I     | PO      |
| Janusz Lewandowski   | Programação Financeira e Orçamento                  | Barroso II    | PO      |
| Jacek Dominik        | Programação Financeira e Orçamento                  | Barroso II    | PO      |
| Elżbieta Bieńkowska  | Mercado Interno, Indústria, Empreendedorismo e PMEs | Juncker       | PO      |
| Janusz Wojciechowski | Agricultura                                         | Von der Leyen | PiS     |

## Portugal
| Comissário(a)             | Pasta                                                                                 | Comissão         | Partido |
| ------------------------- | ------------------------------------------------------------------------------------- | ---------------- | ------- |
| António Cardoso e Cunha   | Pescas                                                                                | Delors I         | PSD     |
| António Cardoso e Cunha   | Pessoal, Administração, Energia, Pequenos Negócios e Turismo                          | Delors II        | PSD     |
| João de Deus Pinheiro     | Relações Parlamentares, Comunicações, Informação e Assuntos Culturais                 | Delors III       | PSD     |
| João de Deus Pinheiro     | Relações com África, Caraíbas e Ásia e Desenvolvimento                                | Santer           | PSD     |
| António Vitorino          | Justiça e Assuntos Internos                                                           | Prodi            | PS      |
| José Manuel Durão Barroso | Presidente                                                                            | Barroso I        | PSD     |
| José Manuel Durão Barroso | Presidente                                                                            | Barroso II       | PSD     |
| Carlos Moedas             | Investigação, Ciência e Inovação                                                      | Juncker          | PSD     |
| Elisa Ferreira            | Coesão e Reformas                                                                     | Von der Leyen I  | PS      |
| Maria Luís Albuquerque    | Estabilidade Financeira, Serviços Financeiros e Mercado de Capitais da União Europeia | Von der Leyen II | PSD     |

## Reino Unido
| Comissário(a)         | Pasta                                                                                               | Comissão   | Partido     |
| --------------------- | --------------------------------------------------------------------------------------------------- | ---------- | ----------- |
| Christopher Soames    | Relações Exteriores (Vice-Presidente)                                                               | Ortoli     | Conservador |
| George Thomson        | Política Regional                                                                                   | Ortoli     | Trabalhista |
| Roy Jenkins           | Presidente                                                                                          | Jenkins    | Trabalhista |
| Christopher Tugendhat | Orçamento, Controlo Financeiro e Instituições Financeiras                                           | Jenkins    | Conservador |
| Christopher Tugendhat | Orçamento, Controlo Financeiro, Instituições Financeiras, Pessoal e Administração (Vice-Presidente) | Thorn      | Conservador |
| Ivor Richard          | Emprego, Assuntos Sociais, Educação e Formação                                                      | Thorn      | Trabalhista |
| Arthur Cockfield      | Mercado Interno, União Fiscal e Aduaneira, Auditoria e Anti-Fraude (Vice-Presidente)                | Delors I   | Conservador |
| Stanley Clinton-Davis | Ambiente, Proteção do Consumidor, Segurança Nuclear e Transportes                                   | Delors I   | Trabalhista |
| Stanley Clinton-Davis | Ambiente, Segurança Nuclear e Transportes                                                           | Delors I   | Trabalhista |
| Bruce Millan          | Política Regional                                                                                   | Delors II  | Trabalhista |
| Bruce Millan          | Política Regional                                                                                   | Delors III | Trabalhista |
| Leon Brittan          | Concorrência e Instituições Financeiras (Vice-Presidente)                                           | Delors II  | Conservador |
| Leon Brittan          | Comércio (Vice-Presidente)                                                                          | Delors III | Conservador |
| Leon Brittan          | Relações Exteriores e Comércio (Vice-Presidente)                                                    | Santer     | Conservador |
| Neil Kinnock          | Transportes                                                                                         | Santer     | Trabalhista |
| Neil Kinnock          | Administrative Reform (Vice-Presidente)                                                             | Prodi      | Trabalhista |
| Chris Patten          | Relações Exteriores                                                                                 | Prodi      | Conservador |
| Peter Mandelson       | Comércio                                                                                            | Barroso I  | Trabalhista |
| Catherine Ashton      | Comércio                                                                                            | Barroso I  | Trabalhista |
| Catherine Ashton      | Negócios Estrangeiros e a Política de Segurança                                                     | Barroso I  | Trabalhista |
| Catherine Ashton      | Negócios Estrangeiros e Política de Segurança (Primeiro Vice-Presidente)                            | Barroso II | Trabalhista |
| Jonathan Hill         | Estabilidade Financeira, Serviços Financeiros e União de Mercados de Capitais                       | Juncker    | Conservador |
| Julian King           | União de Segurança                                                                                  | Juncker    | Conservador |

## Roménia
| Comissário(a)      | Pasta                               | Comissão      | Partido      |
| ------------------ | ----------------------------------- | ------------- | ------------ |
| Leonard Orban      | Multilinguismo                      | Barroso I     | PNL          |
| Dacian Cioloş      | Agricultura e Desenvolvimento Rural | Barroso II    | Independente |
| Corina Crețu       | Política Regional                   | Juncker       | PSD / PRO    |
| Adina-Ioana Vălean | Transportes                         | Von der Leyen | PNL          |

## Suécia
| Comissário(a)     | Pasta                                                                          | Comissão      | Partido |
| ----------------- | ------------------------------------------------------------------------------ | ------------- | ------- |
| Anita Gradin      | Imigração, Justiça, Assuntos Internos e Controlo Financeiro                    | Santer        | SAP     |
| Margot Wallström  | Ambiente                                                                       | Prodi         | SAP     |
| Margot Wallström  | Relações Institucionais e Estratégia de Comunicação (Primeira Vice-Presidente) | Barroso I     | SAP     |
| Cecilia Malmström | Assuntos Internos                                                              | Barroso II    | FP      |
| Cecilia Malmström | Comércio                                                                       | Juncker       | FP      |
| Ylva Johansson    | Assuntos Internos                                                              | Von der Leyen | SAP     |

## Comissários nomeados mas retirados
Um certo número de comissários foi formalmente nomeado para pastas antes de serem ouvidos pelo Parlamento Europeu, com a exceção de Thorvald Stoltenberg, que se retirou após a decisão em referendo de não adesão da Noruega em 1994.
| Comissário(a)                  | Pasta                                                            | Comissão   | Partido |
| ------------------------------ | ---------------------------------------------------------------- | ---------- | ------- |
| Thorvald Stoltenberg (Noruega) | Pescas                                                           | Santer     | AP      |
| Rocco Buttiglione (Itália)     | Justiça, Liberdade e Segurança (Vice-Presidente)                 | Barroso I  | UDC     |
| Ingrīda Ūdre (Letónia)         | União Fiscal e Aduaneira, Auditoria e Anti-Fraude                | Barroso I  | LZS     |
| Rumiana Jeleva (Bulgária)      | International Cooperation, Ajuda Humanitária e Resposta a Crises | Barroso II | GERB    |
| Alenka Bratušek (Eslovénia)    | União Energética (Vice-Presidente)                               | Juncker    | ZaAB    |

### Transição das Comissões Juncker/Von der Leyen
A transição da Comissão Juncker para a Comissão Von der Leyen resultou em um número maior de retiradas e rejeições do que qualquer transição anterior. Isso incluiu um acordo para não preencher as cadeiras dos comissários de Juncker que tomaram assentos no Parlamento Europeu, alguns Estados acatando o pedido de Von der Leyen de nomear candidatos do sexo feminino e masculino para ter uma paridade de gênero (com apenas um candidato podendo ser formalmente nomeado), a rejeição de vários nomeados pelo Parlamento Europeu devido às questões éticas, e alguns dos nomeados para substituir os candidatos rejeitados tendo a nomeação negada por Von der Leyen.
| Comissário(a)                   | Pasta                    | Comissão      | Partido |
| ------------------------------- | ------------------------ | ------------- | ------- |
| Kadri Simson (Estónia)          |                          | Juncker       | EK      |
| Ioan Mircea Pașcu (Roménia)     |                          | Juncker       | PSD     |
| Sylvie Goulard (França)         | Mercado Interno          | Von der Leyen | RE      |
| László Trócsányi (Hungria)      | Vizinhança e Alargamento | Von der Leyen | Fidesz  |
| Krzysztof Szczerski (Polónia)   |                          | Von der Leyen | PiS     |
| Pedro Marques (Portugal)        |                          | Von der Leyen | PS      |
| Rovana Plumb (Roménia)          | Transportes              | Von der Leyen | PSD     |
| Dan Nica (Roménia)              |                          | Von der Leyen | PSD     |
| Melania-Gabriela Ciot (Roménia) |                          | Von der Leyen | PSD     |
| Victor Negrescu (Roménia)       |                          | Von der Leyen | PSD     |
| Siegfried Mureșan (Roménia)     |                          | Von der Leyen | PNL     |